# Ononis
Ononis és un gènere de plantes angiospermes de la família de les fabàcies (Fabaceae). Són plantes natives de les zones temperades d'Euràsia, també són presents a Macaronèsia, el nord d'Àfrica, la zona de la Banya d'Àfrica i Kènia.
Als Països Catalans són espècies autòctones les següents: anona (Ononis aragonensis), gavó alpí (Ononis cristata), herba melera (Ononis fruticosa), brunagues (Ononis minutissima),  (Ononis mitissima), gavó groc (Ononis natrix), peu de pardal (Ononis ornithopodioides), gavó pubescent (Ononis pubescens), gavó cabdellat (Ononis pusilla), gavó espinós (Ononis reclinata), gavó rotundifoli (Ononis rotundifolia), gavó sicilià (Ononis sicula), (Ononis serrata), ungla de gat (Ononis spinosa), gavó estriat (Ononis striata), ruac (Ononis tridentata), arnalls (Ononis viscosa).

## Taxonomia

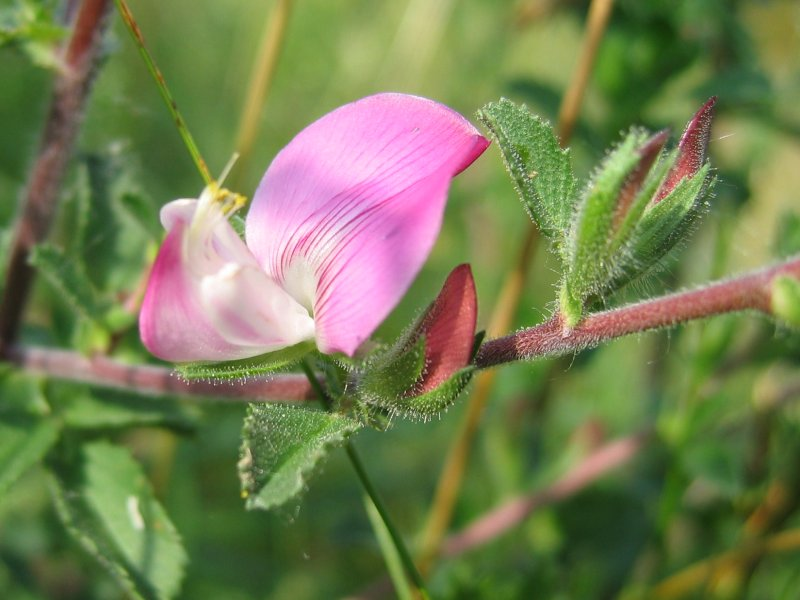
Ononis arvensis

Aquest gènere va ser publicat per primer cop l'any 1753 al segon volum de l'obra Species Plantarum del botànic suec Carl von Linné (1707-1778).

### Espècies
Dins del gènere Ononis es reconeixen les 88 espècies següents:
- Ononis adenotricha Boiss.
- Ononis afghanica Širj. & Rech.f.
- Ononis alba Poir.
- Ononis alopecuroides L.
- Ononis angustissima Lam.
- Ononis antennata Pomel
- Ononis aragonensis Asso
- Ononis arvensis L.
- Ononis atlantica Ball
- Ononis aurasiaca Förther & Podlech
- Ononis avellana Pomel
- Ononis azcaratei Devesa
- Ononis baetica Clemente
- Ononis basiadnata Hub.-Mor.
- Ononis biflora Desf.
- Ononis broteroana Ser.
- Ononis catalinae Reyes-Bet. & S.Scholz
- Ononis cephalantha Pomel
- Ononis cephalotes Boiss.
- Ononis christii Bolle
- Ononis cintrana Brot.
- Ononis clausonis (Pomel) Pomel
- Ononis cossoniana Boiss. & Reut.
- Ononis costae Menezes
- Ononis crinita Pomel
- Ononis crispa L.
- Ononis cristata Mill.
- Ononis cuatrecasasii Devesa
- Ononis dentata Sol. ex Lowe
- Ononis diffusa Ten.
- Ononis euphrasiifolia Desf.
- Ononis filicaulis Salzm. ex Boiss.
- Ononis fruticosa L.
- Ononis gines-lopezii Devesa
- Ononis hebecarpa Webb & Berthel.
- Ononis hirta Desf. ex Poir.
- Ononis hispida Desf.
- Ononis incisa Coss. & Durieu ex Batt.
- Ononis intermedia C.A.Mey. ex Rouy
- Ononis jahandiezii Maire & Weiller
- Ononis laxiflora Desf.
- Ononis leucotricha Coss.
- Ononis macrosperma Hub.-Mor.
- Ononis maweana Ball
- Ononis megalostachys Munby
- Ononis minutissima L.
- Ononis mitissima L.
- Ononis mogadorensis Förther & Podlech
- Ononis natrix L.
- Ononis nuristanica Podlech
- Ononis oligophylla Ten.
- Ononis ornithopodioides L.
- Ononis pedicellaris (Batt.) Širj.
- Ononis pendula Desf.
- Ononis peyerimhoffii Batt.
- Ononis phyllocephala Boiss.
- Ononis pinnata Brot.
- Ononis polyphylla Ball
- Ononis polysperma Barratte & Murb.
- Ononis pseudoserotina Batt. & Pit.
- Ononis pubescens L.
- Ononis pusilla L.
- Ononis ramosissima Desf.
- Ononis reclinata L.
- Ononis reuteri Boiss.
- Ononis rosea Durieu
- Ononis rotundifolia L.
- Ononis serotina Pomel
- Ononis serrata Forssk.
- Ononis sessilifolia Bornm.
- Ononis sicula Guss.
- Ononis sieberi Besser ex DC.
- Ononis speciosa Lag.
- Ononis spinosa L.
- Ononis striata Gouan
- Ononis talaverae Devesa & G.López
- Ononis tazaensis Förther & Podlech
- Ononis thomsonii Ball ex Oliv.
- Ononis tournefortii Coss.
- Ononis tridentata L.
- Ononis unifoliolata Dobignard, Jacquemoud & Jeanm.
- Ononis vaginalis Vahl
- Ononis varelae Devesa
- Ononis variegata L.
- Ononis verae Širj.
- Ononis villosissima Desf.
- Ononis viscosa L.
- Ononis zygantha Maire & Wilczek

## Usos
Algunes espècies d'Ononis són utilitzades a la medicina tradicional. Sobre tot són riques en isoflavonoides però també presenten altres compostos orgànics com ara isoflavones o pterocarpans.